# قائمة المخترعين الروس
هذه قائمة بالمخترعين من الاتحاد الروسي، والاتحاد السوفيتي، والإمبراطورية الروسية، وروسيا القيصرية، ودوقية موسكو الكبرى، يشمل ذلك كل من يحمل العرقية الروسية أو الأشخاص من الأعراق الأخرى.
تشمل هذه القائمة أيضًا أولئك الذين ولدوا في روسيا أو الدول السابقة لها ولكنهم هاجروا فيما بعد، وأولئك الذين ولدوا في مكان آخر ولكن هاجروا إلى البلاد أو عملوا هناك لفترة طويلة (إنتاج اختراعات على الأراضي الروسية).
لرؤية الاختراعات الروسية حسب الترتيب الزمني، انظر الجدول الزمني للاختراعات الروسية.

## القائمة أبجدياً

### أ
| صورة المُخترع | الأسم                                                                                               | الاختراعات | صورة الإختراع |
| ------------ | --------------------------------------------------------------------------------------------------- | --- | ------------- |
|              | Bruno Abakanowicz · (1852–1900) · الإمبراطورية الروسية · فرنسا · (بولندا/ليتوانيا الأصل)            | Integraph، سبيروجراف, parabolagraph |               |
|              | فاليريان أباكوفسكي · (1895–1921) · الإمبراطورية الروسية · الاتحاد السوفيتي · لاتفيا                 | aerowagon |               |
|              | Vitaly Abalakov · (1906–1986) · الإمبراطورية الروسية · الاتحاد السوفيتي                             | camming devices ‏، Abalakov thread (V-thread) gearless ice climbing anchor                                                                                                 |               |
|              | Evgeny Abramyan · (1930) · الاتحاد السوفيتي · روسيا الاتحادية · جورجيا                              | halyard for the first نشاط خارج المركبة |               |
|              | Vsevolod Abramovich · (1890–1913) · الإمبراطورية الروسية · الاتحاد السوفيتي                         | Abramovich Flyer |               |
|              | هوفانس آداميان · (1879–1932) · الإمبراطورية الروسية · الاتحاد السوفيتي · (أرمينيا/أذربيجان/ألمانيا) | tricolor principle of the تلفزيون ملون |               |
|              | فرانز أبنوس · (1724–1802) · الإمبراطورية الرومانية المقدسة · الإمبراطورية الروسية                   | عدسة لالونية مجهر |               |
|              | غيورغي ماكسيموفيتش أدلسن-فالسكي · (1922) · الاتحاد السوفيتي · روسيا · إسرائيل                       | AVL tree datastructure, Kaissa (the first World Computer Chess Champion)                                                                                                  |               |
|              | Anatoly Alexandrov ‏ · (1903–1994) · الإمبراطورية الروسية · الاتحاد السوفيتي · روسيا الاتحادية       | anti-ألغام بحرية demagnetising of ships, naval nuclear reactors (including one for the first كاسحة الجليد بالطاقة النووية)                                                |               |
|              | ألكسندر ألكسيف · (1901–1982) · الإمبراطورية الروسية · فرنسا                                         | pinscreen animation (with his wife كلير باركر ‏) |               |
|              | روستيسلاف ألكسيف · (1916–1980) · الإمبراطورية الروسية · الاتحاد السوفيتي                            | إيكرانوبلاين, Soviet high-speed hydrofoils |               |
|              | زوريس ألفيروف · (born 1930) · الاتحاد السوفيتي · روسيا الاتحادية                                    | heterotransistor (with هربرت كرومر), continuous-wave-operating ليزر أشباه الموصلات (with Dmitri Garbuzov ‏)                                                                |               |
|              | Genrich Altshuller · (1926–1998) · الاتحاد السوفيتي · روسيا الاتحادية                               | تريز ("The Theory of Solving Inventor's Problems") |               |
|              | Vasily Andreyev ‏ · (1861–1918) · الإمبراطورية الروسية                                               | standard بالالايكا |               |
|              | أوليغ أنتونوف · (1906–1984) · الإمبراطورية الروسية · الاتحاد السوفيتي                               | An-series aircraft, including أنتونوف إيه-40 winged tank and أن 124 (the largest serial طائرة شحن, later modified to world's largest طائرة ثابتة الجناحين أنتونوف أن-225) |               |
|              | Lev Artsimovich · (1909–1973) · الإمبراطورية الروسية · الاتحاد السوفيتي                             | first توكاماك |               |

| الصورة الشخصية للمخترع | المخترع                                                                         | الاختراعات                                                | صورة |
| ---------------------- | ------------------------------------------------------------------------------- | --------------------------------------------------------- | ---- |
|                        | Theophil Wilgodt Odhner ‏ · (1845–1903) · السويد · الإمبراطورية الروسية          | the Odhner Arithmometer (a آلة حاسبة pinwheel calculator) |      |
|                        | لوسيان اوليفيه · (1838–1883) · الإمبراطورية الروسية · (بلجيكا or فرنسيون الأصل) | سلطة أوليفيه (Olivier salad)                              |      |

### ب
| الصورة الشخصية للمخترع | المخترع | الاختراعات                                                                   | صورة |
| ---------------------- | --- | ---------------------------------------------------------------------------- | ---- |
|                        | جيورجي باباكين · (1914–1971) · الإمبراطورية الروسية · الاتحاد السوفييتي                                            | first هبوط ناعم space vehicle (لونا 9)                                       |      |
|                        | Vladimir Baranov-Rossine · (1888–1944) · الإمبراطورية الروسية · فرنسا · (أوكرانيا) · (self-الصورة الشخصية للمخترع) | Optophonic Piano، تنقيطية or dynamic military camouflage ‏                    |      |
|                        | Vladimir Barmin · (1909–1993) · الإمبراطورية الروسية · الاتحاد السوفييتي · روسيا الاتحادية                         | first rocket ميناء فضائي (مركز بايكونور الفضائي spaceport)                   |      |
|                        | نيكولاي باسوف · (1922–2001) · الاتحاد السوفييتي · روسيا الاتحادية                                                  | co-inventor of ليزر and ميزر                                                 |      |
|                        | إرنست بو · (1881–1961) · الإمبراطورية الروسية · فرنسا                                                              | شانيل رقم 5                                                                  |      |
|                        | فلاديمير بختريف · (1857–1927) · الإمبراطورية الروسية · الاتحاد السوفييتي                                           | Bekhterev’s Mixture (a medicine with a sedative effect)                      |      |
|                        | Nikolay Benardos · (1842–1905) · الإمبراطورية الروسية                                                              | لحام قوسي (specifically carbon arc welding, the first arc welding method)    |      |
|                        | Alexander Bereznyak · (1912–1974) · الإمبراطورية الروسية · الاتحاد السوفييتي · (left on photo)                     | first طائرة صاروخية fighter aircraft, BI-1 (together with Isaev)             |      |
|                        | جورجي بيريف · (1903–1979) · الإمبراطورية الروسية · الاتحاد السوفييتي · (جورجياn الأصل)                             | Be-series طائرة برمائية                                                      |      |
|                        | Blinov · (1827–1902) · الإمبراطورية الروسية                                                                        | first الجنزير (a عربة البضائع on الجنزيرs), steam-powered الجنزير جرار زراعي |      |
|                        | Sam Born · الإمبراطورية الروسية · الولايات المتحدة                                                                 | مصاصة-making machine                                                         |      |
|                        | Georgy Bothezat ‏ · (1882–1940) · الإمبراطورية الروسية · الولايات المتحدة                                           | ذات المراوح الأربع (The Flying Octopus ‏)                                     |      |
|                        | سيرجي برين · (تاريخ الميلاد1973) · الاتحاد السوفييتي · الولايات المتحدة                                            | with لاري بايج، invented بحث جوجل                                            |      |
|                        | Mikhail Britnev · (1822–1889) · الإمبراطورية الروسية                                                               | first فلز-hull كاسحة جليد (Pilot)                                            |      |
|                        | Nikolay Brusentsov · (تاريخ الميلاد1925) · الاتحاد السوفييتي · روسيا الاتحادية                                     | حاسب سيتون (سيتون)                                                           |      |
|                        | غيرش بودكر · (1918–1977) · الاتحاد السوفييتي                                                                       | electron cooling, co-inventor of مصادم                                       |      |
|                        | ألكسندر بوتليروف · (1828–1886) · الإمبراطورية الروسية                                                              | سداسي ميثيلين رباعي أمين، ميثانال، formose reaction (the synthesis of سكر)   |      |

### ش
| الصورة الشخصية للمخترع | المخترع                                                                                      | الاختراعات | صورة |
| ---------------------- | -------------------------------------------------------------------------------------------- | --- | ---- |
|                        | فلاديمير تشيلومي · (1914–1984) · الإمبراطورية الروسية · الاتحاد السوفيتي                     | first محطة فضاء (برنامج ساليوت), further space stations of برنامج ساليوت series, صاروخ بروتون rocket (the most used ‏ heavy lift ‏ صاروخ حامل) |      |
|                        | بافل شيرنكوف · (1904–1990) · الإمبراطورية الروسية · الاتحاد السوفيتي                         | مكشاف شيرينكوف |      |
|                        | Evgeniy Chertovsky · (born 1902) · الإمبراطورية الروسية · الاتحاد السوفيتي · روسيا الاتحادية | بذلة الضغط |      |
|                        | Alexander Chizhevsky · (1897–1964) · الإمبراطورية الروسية · الاتحاد السوفيتي                 | مؤين هواء (Chizhevsky's chandelier) |      |
|                        | Andrey Chokhov (c. 1545–1629) دوقية موسكو الكبرى روسيا القيصرية                              | Tsar Cannon, the largest bombard by caliber ‏ but inoperative                                                                                 |      |

### د
| الصورة الشخصية للمخترع | المخترع                                                                                     | الاختراعات | صورة |
| ---------------------- | ------------------------------------------------------------------------------------------- | --- | ---- |
|                        | فاسيلي دغتيريوف · (1880–1949) · الإمبراطورية الروسية · الاتحاد السوفيتي                     | first self-loading بندقية قصيرة، Degtyaryov-series firearms, co-developer of Fedorov Avtomat (the first self-loading rifle)            |      |
|                        | Akinfiy Demidov · (1678–1745) · روسيا القيصرية · الإمبراطورية الروسية                       | co-developer of حديد تسليح، حديد زهر قبة صغيرة، مانع الصواعق (all found in the Leaning Tower of Nevyansk)                              |      |
|                        | Yuri Denisyuk ‏ · (1927–2006) · الاتحاد السوفيتي · روسيا الاتحادية                           | 3D تصوير تجسيمي |      |
|                        | Aleksandr Dianin · (1851–1918) · الإمبراطورية الروسية                                       | بيسفينول A، Dianin's compound |      |
|                        | Mikhail Dolivo-Dobrovolsky · (1862–1919) · الإمبراطورية الروسية · (بولندا، ألمانيا)         | تيار ثلاثي الأطوار (first ثلاثي الأطوار طاقة كهرمائية, 3-phase مولد كهربائي, 3-phase محرك كهربائي and 3-phase محول)                    |      |
|                        | Nikolay Dollezhal · (1899–2000) · الإمبراطورية الروسية · الاتحاد السوفيتي · روسيا الاتحادية | AM-1 reactor for the محطة أوبينسك للطاقة النووية and other آر بي إم كي-type reactors, مفاعل الماء المضغوط (مفاعل القدرة المائي-المائي) |      |
|                        | Alexey Dushkin · (1904–1977) · الإمبراطورية الروسية · الاتحاد السوفيتي                      | محطة مترو |      |

### ف
| الصورة الشخصية للمخترع | المخترع                                                                          | الاختراعات                                                                          | صورة |
| ---------------------- | -------------------------------------------------------------------------------- | ----------------------------------------------------------------------------------- | ---- |
|                        | بيتر كارل فابرجيه · (1846–1920) · الإمبراطورية الروسية                           | بيضة فابرجيs                                                                        |      |
|                        | Nicolas Florine · (1891–1972) · الإمبراطورية الروسية · بلجيكا · (born in جورجيا) | first دوارات مترادفة مروحية to fly freely                                           |      |
|                        | إيفان فيودوروف (c. 1510–1583) دوقية موسكو الكبرى روسيا القيصرية                  | invented سبطانة هاون، introduced طباعة in روسيا                                     |      |
|                        | Svyatoslav ov · (1927–2000) · الاتحاد السوفيتي · روسيا الاتحادية                 | بضع القرنية التشععي                                                                 |      |
|                        | Vladimir ov · (1874–1966) · الإمبراطورية الروسية · الاتحاد السوفيتي              | Fedorov Avtomat (first self-loading بندقية معركة, arguably the first بندقية اقتحام) |      |

### ج
| الصورة الشخصية للمخترع | المخترع                                                                                    | الاختراعات | صورة |
| ---------------------- | ------------------------------------------------------------------------------------------ | --- | ---- |
|                        | Yakov Modestovich Gakkel · (1874-1945) · الإمبراطورية الروسية · الاتحاد السوفيتي           | first Russian-made aircraft and قاطرة الديزل الكهربائيةs |      |
|                        | Boris Borisovich Galitzine · (1862–1916) · الإمبراطورية الروسية                            | كهرومغناطيسية مقياس الزلازل |      |
|                        | Dmitri Garbuzov ‏ · (1940–2006) · الاتحاد السوفيتي · روسيا الاتحادية · الولايات المتحدة     | continuous-wave-operating ليزر أشباه الموصلات (together with زوريس ألفيروف), high-power diode lasers |      |
|                        | Georgy Gause · (1910–1986) · الإمبراطورية الروسية · الاتحاد السوفيتي                       | gramicidin S، نيوميسين، لينكوميسين and other مضاد حيوي |      |
|                        | E. K. Gauzen · الإمبراطورية الروسية                                                        | three bolt equipment (early diving costume ‏) |      |
|                        | أندريه غييم · (born 1958) · الاتحاد السوفيتي · المملكة المتحدة                             | غرافين |      |
|                        | Nestor Genko · (1839–1904) · الإمبراطورية الروسية                                          | Genko's Forest Belt (the first large-scale مصدات الرياح system) |      |
|                        | فالونتين غلوشكو · (1908–1989) · الإمبراطورية الروسية · الاتحاد السوفيتي                    | hypergolic propellant، دفع مركبة فضائية بالطاقة الكهربائية, Soviet محرك صاروخيs (including world's most powerful صاروخ ذو وقود سائل محرك صاروخي RD-170)                                                      |      |
|                        | Leonid Gobyato · (1875–1915) · الإمبراطورية الروسية                                        | first modern man-portable هاون |      |
|                        | Igor Gorynin · (born 1926) · الاتحاد السوفيتي · روسيا الاتحادية                            | قابلية اللحام تيتانيوم alloys, high strength ألومنيوم alloys, تقسية ضد الإشعاع steels |      |
|                        | Boris Grabovsky · (1901–1966) · الإمبراطورية الروسية · الاتحاد السوفيتي                    | مهبط (كيمياء) commutator, an early electronic TV pickup tube |      |
|                        | ميخائيل جيروفيتش · (1893–1976) · الإمبراطورية الروسية · الاتحاد السوفيتي · (left on photo) | ميكويان-series fighter aircraft, including world's most produced ‏ طائرة نفاثة ميكويان جيروفيتش ميج-15 and most produced suالمخترعic aircraft ميكويان-غوريفيتش ميغ-21 (together with أرتم إيفانوفيتش ميكويان) |      |

| الصورة الشخصية للمخترع | المخترع                                                         | الاختراعات                                                                   | صورة |
| ---------------------- | --------------------------------------------------------------- | ---------------------------------------------------------------------------- | ---- |
|                        | موريتز فون جاكوبي · (1801–1874) · بروسيا · الإمبراطورية الروسية | طباعة كهربائية (an application of طلي كهربائي to طباعة الحروف), قارب كهربائي |      |

### هـــ
| الصورة الشخصية للمخترع | المخترع                                                       | الاختراعات                                                      | صورة |
| ---------------------- | ------------------------------------------------------------- | --------------------------------------------------------------- | ---- |
|                        | فالديمار هافكين · (1860–1930) · الإمبراطورية الروسية · سويسرا | developed and used first vaccines against كوليرا and طاعون دبلي |      |

### إ
| الصورة الشخصية للمخترع | المخترع                                                                                        | الاختراعات | صورة |
| ---------------------- | ---------------------------------------------------------------------------------------------- | --- | ---- |
|                        | غافرييل إليزاروف · (1921–1992) · الاتحاد السوفيتي · روسيا الاتحادية                            | جهاز إليزاروف، تثبيت خارجي، سحب الدشبذ                                                                         |      |
|                        | سيرجي إليوشن · (1894–1977) · الإمبراطورية الروسية · الاتحاد السوفيتي                           | إليوشن-series fighter aircraft, including إليوشن إل-2 bomber (the most produced military aircraft in history ‏) |      |
|                        | Aleksei Isaev · (1908–1971) · الإمبراطورية الروسية · الاتحاد السوفيتي · (second left on photo) | first طائرة صاروخية fighter aircraft, BI-1 (together with Bereznyak)                                           |      |
|                        | Isidore دوقية موسكو الكبرى                                                                     | فودكا |      |

| الصورة الشخصية للمخترع | المخترع                             | الاختراعات                                                                              | صورة |
| ---------------------- | ----------------------------------- | --------------------------------------------------------------------------------------- | ---- |
|                        | Ivan Elmanov · الإمبراطورية الروسية | first خط أحادي (the so-called "Road on Pillars" near موسكو، with horse-drawn carriages) |      |

### ك
| الصورة الشخصية للمخترع | المخترع | الاختراعات | صورة |
| ---------------------- | --- | --- | ---- |
|                        | ميخائيل كلاشنيكوف · (1919–2013) · الاتحاد السوفيتي · روسيا الاتحادية                                                                                     | إيه كيه-47 and إيه كيه-74 assault rifles (produced more than all other types of assault rifles combined)                                                     |      |
|                        | نيكولاي كاموف · (1902–1973) · الإمبراطورية الروسية · الاتحاد السوفيتي                                                                                    | armored military أوتوجايرو، كاموف-series دوارات محورية مروحيةs                                                                                               |      |
|                        | بيوتر كابيتسا · (1894–1984) · الإمبراطورية الروسية · الاتحاد السوفيتي · (left on الصورة الشخصية للمخترع by بوريس كوستودييف, with نيكولاي سيميونوف right) | first ultrastrong حقل مغناطيسي creating techniques, basic تبريد عميق inventions                                                                              |      |
|                        | Georgii Karpechenko · (1899–1941) · الإمبراطورية الروسية · الاتحاد السوفيتي                                                                              | rabbage (the first ever non-sterile hybrid obtained through the crossbreeding)                                                                               |      |
|                        | أوجين كاسبرسكي · (born 1965) · الاتحاد السوفيتي · روسيا الاتحادية                                                                                        | كاسبرسكي أنتي فيرس، كاسبرسكي إنترنت سكيوريتي، كاسبرسكي موبايل سكيوريتي anti-virus products                                                                   |      |
|                        | Adolphe Kégresse · (1879–1943) · فرنسا · الإمبراطورية الروسية                                                                                            | Kégresse track (first نصف مجنزرة and first سيارة طرق وعرة with الجنزير), ناقل حركة مزدوج                                                                     |      |
|                        | Alexander Kemurdzhian · (1921–2003) · الاتحاد السوفيتي · روسيا الاتحادية                                                                                 | first space exploration عربة فضائية (برنامج لوناخود) |      |
|                        | يولي خاريتون · (1904–1996) · الإمبراطورية الروسية · الاتحاد السوفيتي · روسيا الاتحادية                                                                   | chief designer of the مشروع القنبلة الذرية السوفيتي, co-developer of the قنبلة القيصر                                                                        |      |
|                        | Anatoly Kharlampiev · (1906–1979) · الإمبراطورية الروسية · الاتحاد السوفيتي                                                                              | سامبو |      |
|                        | Konstantin Khrenov · (1894–1984) · الإمبراطورية الروسية · الاتحاد السوفيتي                                                                               | underwater welding |      |
|                        | نيكولاي كيبالتشيتش · (1853–1881) · الإمبراطورية الروسية ·                                                                                                | صاروخ |      |
|                        | Semyon Kirlian ‏ · (1898–1978) · الإمبراطورية الروسية · الاتحاد السوفيتي                                                                                  | هالة كيرليان |      |
|                        | Konstantin Konstantinov · (1817–19 – 1871) · الإمبراطورية الروسية                                                                                        | device for measuring flight speed of قذيفةs, بالستيات صاروخ رقاص، منصة إطلاق, rocket-making machine                                                          |      |
|                        | سيرجي كوروليوف · (1907–1966) · الإمبراطورية الروسية · الاتحاد السوفيتي · (born in أوكرانيا)                                                              | first successful صاروخ باليستي عابر للقارات (آر-7 سيميوركا), R-7 rocket family ‏، سبوتنك-1s (including the سبوتنك-1), برنامج فوستوك (including the فوستوك 1)  |      |
|                        | نيكولاي كوروتكوف · (1874–1920) · الإمبراطورية الروسية | auscultatory technique for ضغط الدم measurement |      |
|                        | Semen Korsakov · (1787–1853) · الإمبراطورية الروسية | بطاقة مثقبة for information storage |      |
|                        | ميخائيل كوشكن · (1898–1940) · الإمبراطورية الروسية · الاتحاد السوفيتي                                                                                    | تي-34 medium tank, the best and most produced tank of الحرب العالمية الثانية                                                                                 |      |
|                        | Ogneslav Stepanovich Kostovich ‏ · (1851–1916) · صربيا · الإمبراطورية الروسية                                                                             | arborite (high-strength أبلكاش) |      |
|                        | Gleb Kotelnikov · (1872–1944) · الإمبراطورية الروسية · الاتحاد السوفيتي                                                                                  | مظلة هبوط، مظلة كبح |      |
|                        | ألكسي كريلوف · (1863–1945) · الإمبراطورية الروسية · الاتحاد السوفيتي                                                                                     | مدوار هزاز توافقي of ships |      |
|                        | Ivan Kulibin · (1735–1818) · الإمبراطورية الروسية | egg-shaped clock, شمعة كشاف موضعي، مصعد using screw mechanisms, سيارة (for the first time featuring a حدافة، مكبح، علبة سرعة, and محمل), an early خط الإشارة |      |
|                        | إيجور خرشاتوف · (1903–1960) · الإمبراطورية الروسية · الاتحاد السوفيتي                                                                                    | first محطة نووية, first مفاعل نووي for غواصةs and الدفع البحري النووي                                                                                        |      |

### ل
| الصورة الشخصية للمخترع | المخترع                                                                                         | الاختراعات | صورة |
| ---------------------- | ----------------------------------------------------------------------------------------------- | --- | ---- |
|                        | ديمتري لاتشينوف · (1842–1902) · الإمبراطورية الروسية                                            | زئبق مضخة، مقتصد for electricity consumption, عازل tester, بصريات دينامومتر، فوتوميتر، تحليل كهربائي                                  |      |
|                        | سيميون لافوشكن · (1900–1960) · الإمبراطورية الروسية · الاتحاد السوفيتي                          | La-series aircraft, the first operational صاروخ أرض-جو S-25 Berkut                                                                    |      |
|                        | Nikolai Lebedenko · الإمبراطورية الروسية                                                        | دبابة القيصر, the largest مركبة قتال مدرعة in history                                                                                 |      |
|                        | سيرجي ليبيديف (كيميائي) · (1874–1934) · الإمبراطورية الروسية · الاتحاد السوفيتي                 | commercially viable مطاط اصطناعي |      |
|                        | Lisitsyns, · Ivan ovich · and his brother · Nazar ovich · الإمبراطورية الروسية                  | Russian السماور |      |
|                        | Alexander Lodygin · (1847–1923) · الإمبراطورية الروسية · الولايات المتحدة                       | مصباح متوهج، مصباح متوهج with tungsten filament                                                                                       |      |
|                        | ميخائيل لومونوسوف · (1711–1765) · روسيا القيصرية · الإمبراطورية الروسية                         | رؤية ليلية، مقراب عاكس، دوارات محورية، الأصلal Russian hard-paste porcelain (together with Dmitry Vinogradov ‏), re-discovery of إسملت |      |
|                        | Yury Lomonosov · (1876–1952) · الإمبراطورية الروسية · الاتحاد السوفيتي · المملكة المتحدة        | first successful mainline قاطرة الديزل الكهربائية                                                                                     |      |
|                        | Aleksandr Loran · (1849 – after 1911) · الإمبراطورية الروسية                                    | رغوة إطفاء حريق، مطفأة حريق |      |
|                        | أوليج ليسوف ‏ · (1903–1942) · الإمبراطورية الروسية · الاتحاد السوفيتي                            | صمام ثنائي باعث للضوء، راديو كريستال                                                                                                  |      |
|                        | Gleb Lozino-Lozinskiy · (1909–2001) · الإمبراطورية الروسية · الاتحاد السوفيتي · روسيا الاتحادية | بوران، Spiral project ‏ |      |
|                        | ميخالوفيتش ليولكا · (1908–1984) · الإمبراطورية الروسية · الاتحاد السوفيتي                       | first double jet محرك عنفي مروحي engine, other Soviet محرك الطائرةs                                                                   |      |

### م
| الصورة الشخصية للمخترع | المخترع | الاختراعات | صورة |
| ---------------------- | --- | --- | ---- |
|                        | Aleksandr Makarov ‏ · الاتحاد السوفيتي · روسيا الاتحادية · ألمانيا                                                                  | orbitrap |      |
|                        | ستيبان ماكاروف · (1849–1904) · الإمبراطورية الروسية                                                                                | Icebreaker Yermak, the first true كاسحة جليد able to ride over and crush جليد غطائي |      |
|                        | نستور ماخنو · (1888–1934) · الإمبراطورية الروسية · فرنسا · (أوكرانيا)                                                              | tachanka |      |
|                        | Victor Makeev · (1924–1985) · الإمبراطورية الروسية · الاتحاد السوفيتي                                                              | first intercontinental صواريخ بالستية تطلق من الغواصات |      |
|                        | Dmitri Maksutov ‏ · (1896–1964) · الإمبراطورية الروسية · الاتحاد السوفيتي                                                           | Maksutov telescope |      |
|                        | Sergey Malyutin · (1859–1937) · الإمبراطورية الروسية · الاتحاد السوفيتي · (self-الصورة الشخصية للمخترع)                            | ماتريوشكا (together with craftsman فازيلي زفيوزدوشكين) |      |
|                        | Boris Mamyrin ‏ · (1919–2007) · الاتحاد السوفيتي · روسيا الاتحادية                                                                  | reflectron (أيون mirror) |      |
|                        | إيليا ميتشنيكوف · (1845–1916) · الإمبراطورية الروسية · فرنسا                                                                       | بروبيوتيك |      |
|                        | ديميتري مندلييف · (1834–1907) · الإمبراطورية الروسية                                                                               | جدول دوري، a type of كثافة نسبية، pyrocollodion, co-developer of Icebreaker Yermak, also credited with determining the ideal فودكا proof as 38% (later rounded to 40%)                                |      |
|                        | أرتم إيفانوفيتش ميكويان · (1905–1970) · الإمبراطورية الروسية · الاتحاد السوفيتي · (أرمينيا) · (right on photo)                     | ميكويان-series fighter aircraft, including world's most produced ‏ طائرة نفاثة ميكويان جيروفيتش ميج-15 and most produced suالمخترعic aircraft ميكويان-غوريفيتش ميغ-21 (together with ميخائيل جيروفيتش) |      |
|                        | ألكسندر ميكولن · (1895–1985) · الإمبراطورية الروسية · الاتحاد السوفيتي                                                             | Mikulin AM-34 and other Soviet محرك الطائرةs, co-developer of the دبابة القيصر |      |
|                        | ميخائيل ميل · (1909–1970) · الإمبراطورية الروسية · الاتحاد السوفيتي                                                                | Mi-series مروحية aircraft, including ميل مي-8 (the world's most-produced helicopter ‏) and ميل مي-12 (the world's largest helicopter)                                                                  |      |
|                        | Pavel Molchanov · (1893–1941) · الإمبراطورية الروسية · الاتحاد السوفيتي                                                            | مسبار لاسلكي |      |
|                        | Alexander Morozov ‏ · (1904–1979) · الإمبراطورية الروسية · الاتحاد السوفيتي                                                         | تي-55 (the most produced tank in history), co-developer of تي-34 |      |
|                        | Sergei Mosin ‏ · (1849–1902) · الإمبراطورية الروسية                                                                                 | موسين rifle, one of the most produced ever |      |
|                        | Motorins, · Ivan Feodorovich · (1660s – 1735) · and his son · Mikhail Ivanovich · (?–1750) · روسيا القيصرية · الإمبراطورية الروسية | جرس القيصر, the largest bell in the world ‏ |      |
|                        | فيرا موخينا · (1889–1953) · الإمبراطورية الروسية · الاتحاد السوفيتي                                                                | welded sculpture |      |
|                        | Yevgeny Murzin · (1914–1970) · الإمبراطورية الروسية · الاتحاد السوفيتي                                                             | ANS synthesizer |      |

### ن
| الصورة الشخصية للمخترع | المخترع                                                                                        | الاختراعات | صورة |
| ---------------------- | ---------------------------------------------------------------------------------------------- | --- | ---- |
|                        | Alexander Nadiradze · (1914–1987) · الإمبراطورية الروسية · الاتحاد السوفيتي · (born in جورجيا) | First meteorological missile "M1-Meteo". First mobile صاروخ باليستي عابر للقارات (RT-21 Temp 2S), also RSD-10 Pioneer and (توبول آر إس- 12 إم)                                                                                                 |      |
|                        | Andrey Nartov · (1683–1756) · روسيا القيصرية · الإمبراطورية الروسية                            | first مخرطة (صناعة) with a mechanic قلم قطع-supporting مخرطة and a set of ترسs, fast-fire بطارية مدفعية on a rotating disc, برغي دوار ‏ mechanism for changing the مدفعية fire angle, gauge-تجويف lathe for مدفع-making, early telescopic sight |      |
|                        | Sergey Nepobedimiy · (born 1921) · الاتحاد السوفيتي · روسيا الاتحادية                          | first suالمخترعic صاروخ موجه مضاد للدروع Sturm, other Soviet صاروخ (سلاح)ry |      |
|                        | Nikolai Nikitin · (1907–1973) · الإمبراطورية الروسية · الاتحاد السوفيتي                        | خرسانة مسبقة الإجهاد with سلك حديديs structure (برج اوستانكينو, تمثال الوطن الأم ينادي), Nikitin-Travush 4000 project (precursor to إكس-سيد 4000)                                                                                              |      |
|                        | لودفيغ نوبل · (1831–1888) · السويد · الإمبراطورية الروسية                                      | first successful ناقلة نفط |      |
|                        | كونستانتين نوفوسيلوف · (born 1974) · الاتحاد السوفيتي · روسيا الاتحادية · المملكة المتحدة      | غرافين (youngest Nobel Laureate since 1973) |      |

### پ/p
| الصورة الشخصية للمخترع | المخترع                                                                                   | الاختراعات | صورة |
| ---------------------- | ----------------------------------------------------------------------------------------- | --- | ---- |
|                        | أليكسي باجيتنوف · (born 1956) · الاتحاد السوفيتي · الولايات المتحدة                       | تتريس |      |
|                        | إيفان بافلوف · (1849–1936) · الإمبراطورية الروسية · الاتحاد السوفيتي                      | إشراط كلاسيكي                                                                                                 |      |
|                        | Vasily Petrov ‏ · (1761–1834) · الإمبراطورية الروسية                                       | continuous قوس كهربائي، لحام قوسي                                                                             |      |
|                        | نيكولاي إيفانوفيتش بيروغوف · (1810–1881) · الإمبراطورية الروسية                           | early use of إيثر as مخدر, first تخدير in a field operation, various kinds of surgical operations             |      |
|                        | Pirotsky · (1845–1898) · الإمبراطورية الروسية                                             | ترام |      |
|                        | Ivan Plotnikov · (1902–1995) · الإمبراطورية الروسية · الاتحاد السوفيتي · روسيا الاتحادية  | kirza leather                                                                                                 |      |
|                        | نيكولاي بوليكاربوف · (1892–1944) · الإمبراطورية الروسية · الاتحاد السوفيتي                | Po-series aircraft, including Polikarpov Po-2 Kukuruznik (world's most produced biplane ‏)                     |      |
|                        | Ivan Polzunov · (1728–1766) · الإمبراطورية الروسية                                        | first two-cylinder محرك بخاري                                                                                 |      |
|                        | Mikhail Pomortsev · (1851–1916) · الإمبراطورية الروسية                                    | مقياس سرعة السحاب                                                                                             |      |
|                        | ألكساندر بوبوف · (1859–1906) · الإمبراطورية الروسية                                       | كشف عن البرق (the first lightning prediction system and also first مستقبل لاسلكي), co-inventor of أنظمة راديو |      |
|                        | Nikolay Popov · (1931–2008) · الاتحاد السوفيتي · روسيا الاتحادية                          | first fully عنفة غازية main battle tank (تي-80)                                                               |      |
|                        | Aleksandr Porokhovschikov · (1892 – c. 1942) · الإمبراطورية الروسية · الاتحاد السوفيتي    | Vezdekhod (the first prototype دبابة, or تانكت, and the first الجنزير amphibious ATV)                         |      |
|                        | الكسندر دي سيفيرسكي · (1894–1974) · الإمبراطورية الروسية · الولايات المتحدة               | ionocraft, first مدوار stabilized bombsight, also developed التزود بالوقود جوا                                |      |
|                        | الكسندر بروخروف · (1916–2002) · الإمبراطورية الروسية · الاتحاد السوفيتي · روسيا الاتحادية | co-inventor of ليزر and ميزر                                                                                  |      |
|                        | Petro Prokopovych · (1775–1850) · الإمبراطورية الروسية · (أوكرانيا)                       | إطار (تربية النحل)، queen excluder and other تربية النحل novelties                                            |      |
|                        | سيرجي بروكودين-غورسكي · (1863–1944) · الإمبراطورية الروسية · فرنسا                        | early تصوير فوتوغرافي ملون method based on three colour channels, also colour مسلاط نافذ and colour فيلم      |      |

### ر
| الصورة الشخصية للمخترع | المخترع | الاختراعات | صورة |
| ---------------------- | --- | --- | ---- |
|                        | Leonid Ramzin · (1887–1948) · الإمبراطورية الروسية · الاتحاد السوفيتي                                         | straight-flow غلاية (صناعة) (Ramzin boiler) |      |
|                        | بطرس الأكبر (عائلة رومانوف) · (1672–1725) · روسيا القيصرية · الإمبراطورية الروسية                             | decimal currency، yacht club، sounding line with separating شاقول (استكشاف أعماق البحار)                                                                             |      |
|                        | Ida Rosenthal · (1886–1973) · الإمبراطورية الروسية · الولايات المتحدة · (born in روسيا البيضاء، يهود descent) | modern مشد صدر (Maidenform), the standard of مقاس حمالة الصدر، حمالة صدر مخصصة للإرضاع, full-figured bra, the first seamed uplift bra (all with her husband William) |      |
|                        | بوريس روزنغ · (1869–1933) · الإمبراطورية الروسية · الاتحاد السوفيتي                                           | تلفاز (first تلفاز system using أنبوب شعاع الكاثود on the receiving side)                                                                                            |      |
|                        | يوجين روشال · (born 1972) · الاتحاد السوفيتي · روسيا الاتحادية                                                | FAR file manager, RAR صيغة ملف، وينرار مؤرشف ملفات ‏ |      |

### س
| الصورة الشخصية للمخترع | المخترع                                                                                          | الاختراعات | صورة |
| ---------------------- | ------------------------------------------------------------------------------------------------ | --- | ---- |
|                        | Alexander Sablukov · (1783–1857) · الإمبراطورية الروسية                                          | مروحة الطرد المركزي |      |
|                        | أندريه ساخاروف · (1921–1989) · الاتحاد السوفيتي                                                  | مولد ضغط التدفق يضخ بمتفجر, co-developer of the قنبلة القيصر، co-developer of توكاماك |      |
|                        | Franz San Galli · (1824–1908) · الإمبراطورية الروسية · (طليان and ألمان descent, born in بولندا) | مشعاع, modern تدفئة مركزية |      |
|                        | بافيل شيلينغ · (1780–1836) · الإمبراطورية الروسية · (إستونيا)                                    | shielded cable، ألغام بحرية and تاريخ التلغراف الكهربائي |      |
|                        | Guy Severin · (1926–2008) · الاتحاد السوفيتي · روسيا الاتحادية                                   | نشاط خارج المركبة supporting system |      |
|                        | Leonty Shamshurenkov · (1687–1758) · روسيا القيصرية · الإمبراطورية الروسية                       | a device for lifting the جرس القيصر, the first سيارة (a precursor to both دراجة هوائية and سيارة), projects of an الأصلal odometer and self-propelling مزلجة                                   |      |
|                        | Pyotr Shilovsky · (1871 – after 1924) · الإمبراطورية الروسية · المملكة المتحدة                   | gyrocar |      |
|                        | فلاديمير شوخوف · (1853–1939) · الإمبراطورية الروسية · الاتحاد السوفيتي                           | تكسير (Shukhov cracking process), هيكل قشري خفيف، هيكل الشد، hyperboloid structure، منشآت قشرية, modern خط أنابيب، cylindric مستودع نفط                                                        |      |
|                        | Pyotr Shuvalov ‏ · (1711–1762) · روسيا القيصرية · الإمبراطورية الروسية                            | invented canister shot mortar, introduced أحادي القرن into wide usage |      |
|                        | إيغور سيكورسكي · (1889–1972) · الإمبراطورية الروسية · الولايات المتحدة                           | first four-engine طائرة ثابتة الجناحين (سيكورسكي روسكي فيتياز), first طائرة رحلات and purpose-designed قاذفة قنابل (سيكورسكي إيليا موروميتس), modern مروحية، إيغور سيكورسكي-series helicopters |      |
|                        | Vladimir Simonov · (born 1935) · الاتحاد السوفيتي · روسيا الاتحادية                              | APS Underwater Assault Rifle، SPP-1 underwater pistol |      |
|                        | Nikolay Slavyanov · (1854–1897) · الإمبراطورية الروسية                                           | لحام بالقوس المعدني المحجب |      |
|                        | Alexander Smakula · (1900–1983) · الإمبراطورية الروسية · الولايات المتحدة · (أوكرانيا)           | طلاء مانع للانعكاس |      |
|                        | Yefim Smolin · روسيا القيصرية · الإمبراطورية الروسية                                             | بيالة (stakan granyonyi) |      |
|                        | Igor Spassky · (born 1926) · الاتحاد السوفيتي · روسيا الاتحادية                                  | Sea Launch platform and over 200 غواصة نوويةs, including the world's largest submarines of غواصة تايفون class                                                                                  |      |
|                        | لاديسلاس ستاريفيتش · (1882–1965) · الإمبراطورية الروسية · فرنسا · (بولنديون descent)             | إيقاف الحركة (تقنية تصوير), فيلم رسوم متحركة حية ‏ |      |
|                        | Boris Stechkin · (1891–1969) · الإمبراطورية الروسية · الاتحاد السوفيتي                           | co-developer of سيكورسكي إيليا موروميتس and Lebedenko's دبابة القيصر, developer of many Soviet محرك حراري and محرك الطائرةs                                                                    |      |
|                        | ألكسندر ستوليتوف · (1839–1896) · الإمبراطورية الروسية                                            | first خلية شمسية based on the outer ظاهرة كهروضوئية |      |
|                        | بافل سوخوي · (1895–1975) · الإمبراطورية الروسية · الاتحاد السوفيتي                               | Su-series fighter aircraft |      |
|                        | Andrei Sychra · (1773–76 – 1850) · الإمبراطورية الروسية · (born in ليتوانيا، تشيك ancestry)      | Russian seven-string guitar ‏ |      |
|                        | Vladimir Syromyatnikov · (1933–2006) · الاتحاد السوفيتي · روسيا الاتحادية                        | Androgynous Peripheral Attach System and other مركبة فضائية docking mechanisms |      |

### ت
| الصورة الشخصية للمخترع | المخترع                                                                                                 | الاختراعات | صورة |
| ---------------------- | --- | --- | ---- |
|                        | شاتروليت · (born 1992) · روسيا الاتحادية                                                                | creator of شات روليت, the first random webcam chat website                                                                               |      |
|                        | ليون ثيرمن · (1896–1993) · الإمبراطورية الروسية · الاتحاد السوفيتي · الولايات المتحدة · روسيا الاتحادية | ثيرمين، جهاز الإنذار، terpsitone، Rhythmicon (أول آلة طبول) الشيء                                                                        |      |
|                        | أندريه تيخونوف · (1906–1993) · الإمبراطورية الروسية · الاتحاد السوفيتي · روسيا الاتحادية                | magnetotellurics |      |
|                        | ميخائيل تيخونرافوف · (1900–1974) · الإمبراطورية الروسية · الاتحاد السوفيتي                              | co-developer of سبوتنك-1 (the first artificial satellite) together with سيرجي كوروليوف and مستيسلاف كيلدش, designer of further سبوتنك-1s |      |
|                        | Gavriil Tikhov ‏ · (1875–1960) · الإمبراطورية الروسية · الاتحاد السوفيتي                                 | feathering مرسام الطيف |      |
|                        | فيدور توكاريف · (1871–1968) · الإمبراطورية الروسية · الاتحاد السوفيتي                                   | توكاريف semiautomatic handgun and SVT-40 self-loading rifle (main Soviet guns of الحرب العالمية الثانية)                                 |      |
|                        | قسطنطين تسيولكوفسكي, · (1857–1935) · الإمبراطورية الروسية · الاتحاد السوفيتي                            | رحلة فضائية (theory principles that led to numerous inventions)                                                                          |      |
|                        | ميكايل تسيفت · (1872–1919) · الإمبراطورية الروسية                                                       | استشراب (specifically استشراب, the first chromatography method)                                                                          |      |
|                        | ألكسي توبوليف · (1925–2001) · الاتحاد السوفيتي · روسيا الاتحادية                                        | the توبوليف تي يو 144 (first suالمخترعic passenger jet)                                                                                  |      |
|                        | أندريه توبوليف · (1888–1972) · الإمبراطورية الروسية · الاتحاد السوفيتي                                  | محرك مروحة عنفية powered long-range airliner (توبوليف تو-114), محرك مروحة عنفية strategic bomber (توبوليف تو-95)                         |      |

### U
| الصورة الشخصية للمخترع | المخترع                                                           | الاختراعات                                                                          | صورة |
| ---------------------- | ----------------------------------------------------------------- | ----------------------------------------------------------------------------------- | ---- |
|                        | Vladimir Utkin · (1923–2000) · الاتحاد السوفيتي · روسيا الاتحادية | جرار سحب-launched صاروخ باليستي عابر للقارات (RT-23 Molodets), other Soviet rockets |      |

### ڤ
| الصورة الشخصية للمخترع | المخترع                                                                       | الاختراعات                                            | صورة |
| ---------------------- | ----------------------------------------------------------------------------- | ----------------------------------------------------- | ---- |
|                        | Vladimir Vakhmistrov ‏ · (1897–1972) · الإمبراطورية الروسية · الاتحاد السوفيتي | first bomber with a parasite aircraft (Zveno project) |      |
|                        | فيكتور فاسنستوف · (1848–1926) · الإمبراطورية الروسية · الاتحاد السوفيتي       | budenovka military hat                                |      |
|                        | Vladimir Veksler · (1907–1966) · الإمبراطورية الروسية · الاتحاد السوفيتي      | synchrophasotron, co-inventor of مسرع دوراني تزامني   |      |
|                        | Ivan Vyrodkov (? – 1563–64) دوقية موسكو الكبرى روسيا القيصرية                 | ضبر (آلة حرب)                                         |      |

### و
| الصورة الشخصية للمخترع | المخترع                                                                                               | الاختراعات                                                                      | صورة |
| ---------------------- | --- | ------------------------------------------------------------------------------- | ---- |
|                        | Paul Walden · (1863–1957) · الإمبراطورية الروسية · ألمانيا · (born in لاتفيا، ألمان بلطيقيون descent) | Walden inversion، Ethylammonium nitrate (the first room temperature سائل ايوني) |      |

### ي
| الصورة الشخصية للمخترع | المخترع                                                                              | الاختراعات                                                                     | صورة |
| ---------------------- | ------------------------------------------------------------------------------------ | ------------------------------------------------------------------------------ | ---- |
|                        | Pavel Yablochkov · (1847–1894) · الإمبراطورية الروسية                                | Yablochkov candle (first commercially viable electric carbon مصباح قوسي)       |      |
|                        | ألكسندر ياكوفليف ‏ · (1906–1989) · الإمبراطورية الروسية · الاتحاد السوفيتي            | Yak-series aircraft, including ياكوفليف ياك-40 (the first طائرة نفاثة إقليمية) |      |
|                        | Vladimir Yourkevitch · (1885–1964) · الإمبراطورية الروسية · فرنسا · الولايات المتحدة | modern ship hull design                                                        |      |
|                        | Sergei Yudin · (1891–1954) · الإمبراطورية الروسية · الاتحاد السوفيتي                 | cadaveric blood transfusion ‏ and other medical operations                      |      |

### ز
| الصورة الشخصية للمخترع | المخترع | الاختراعات                                                | صورة |
| ---------------------- | --- | --------------------------------------------------------- | ---- |
|                        | لودفيك زامنهوف · (1859–1917) · الإمبراطورية الروسية · (بولندا)                                                     | إسبرانتو language                                         |      |
|                        | Yevgeny Zavoisky · (1907–1976) · الإمبراطورية الروسية · الاتحاد السوفيتي                                           | رنين مغناطيسي إلكتروني، co-developer of مطيافية رنين نووي |      |
|                        | Nikolay Zelinsky · (1861–1953) · الإمبراطورية الروسية · الاتحاد السوفيتي                                           | أول قناع غاز فعال بتصفية الكربون النشط في العالم          |      |
|                        | نيكولاي يغوروفيتش جوكوفسكي · (1847–1921) · الإمبراطورية الروسية · الجمهورية الروسية السوفيتية الاتحادية الاشتراكية | نفق رياح، مطور مشارك لبرنامج دبابة القيصر                 |      |
|                        | فلاديمير زوريكين · (1889–1982) · الإمبراطورية الروسية · الولايات المتحدة                                           | منظار الأيقونات، شريط سينمائي                             |      |
|                        | فازيلي زفيوزدوشكين · (1876–1956) · الإمبراطورية الروسية · الاتحاد السوفيتي                                         | ماتريوشكا (مع الرسام Sergey Malyutin)                     |      |